# مساعد مقيم
المساعد المقيم (ويُعرف أيضاً باسم زميل البيت والمستشار المقيم والمساعد المجتمعي والمرشد المقيم والدون المقيم ومستشار الأقران والزميل الجامعي أو المقيم الأقدم) هو قائد نظير مُدرب يعمل على تنسيق الأنشطة في قاعات المقيمين في الكليات والجامعات أو مؤسسات رعاية الصحة العقلية ومرافق تعاطي المخدرات أو ما شابهها من مؤسسات.
ينجز المساعد المقيم العديد من الأدوار والمسؤوليات، منها بناء مجتمع سكني من خلال البرمجة، والعمل بصفته مرشداً للطلاب، إذ يُعتبر المصدر الأول المألوف للطلاب الذين يمتلكون أسئلة أكاديمية أو مؤسسية، كما يفرض سياسات الإقامة. يقدم المساعد المقيم المساعدة للسكان في حل المشكلات أو يحيلهم إلى مصادر للاستشارة. وقبل كل شيء، يجب أن يكون المساعد المقيم مثالاً يُحتذى به وأن يتمسك بالمساءلة المهنية والشخصية على النحو الذي حددته المؤسسة.
يجب على المساعد المقيم موازنة جدوله الزمني وأولوياته مع احتياجات الطلاب الذين يتلقون الدعم منه. لا يتعلق العنصر الرئيسي للعمل بإنشاء مجتمع فحسب، بل بضمان السلامة للجميع من خلال المشاركة في الجولات الليلية للمجتمع. وتشمل الواجبات الأخرى طلب اللوازم وتحديد حاجات الصيانة والإصلاح والمفروشات، وقد يحتفظ المساعد المقيم بالسجلات المنزلية ويحجز الغرف.

## فوائد الوظيفة
بلغ متوسط الأجر الوطني في الساعة لمساعد المقيم 21.87 دولاراً في عام 2017، بينما يبلغ متوسط الأجر الوطني في السنة 28.850 دولاراً، وذلك بحسب مكتب إحصاءات العمل في الولايات المتحدة. لا يحصل المقيم المساعد في إحدى الكليات أو الجامعات على أجره بالساعة عادةً، ولكن يجري تعويضه بطريقة أخرى، من خلال التعويضات المشتركة المعدلة حسب الأسعار أو من خلال الغرفة مجانية أو الطعام المجاني مع أو بدون الراتب المالي.

## واجبات ومسؤوليات الوظيفة
تمتلك كل مؤسسة واجباتها ومتطلباتها الخاصة فيما يتعلق بوظيفة المساعد المقيم، وفيما يلي نجد المسؤوليات الأكثر شيوعاً:

### الإدارية
تُعد هذه الواجبات نتيجةً مباشرة لما يتعلق بالجزء القيادي لمنصب المساعد المقيم، إذ غالباً ما يُطلب منه أن يشكل وسيلة الاتصالات بين الطابق والمنسق المجتمعي للمبنى، الأمر الذي يتطلب كتابة التقارير وحفظ السجلات بدقة والحفاظ على التواصل الجيد. يُطلب عادة من المساعدين المقيمين أن يعقدوا اجتماعات أسبوعية أو نص أسبوعية مع منسق المبنى لمناقشة المواضيع المتعلقة بساكنيها والبرامج المخططة وأي قضايا أو مواضيع أخرى من الممكن أن تؤثر على قدرتهم على أداء مسؤولياتهم. قد يساعد المساعد المقيم في العلاقات العامة والاحتياجات السكنية.

### مؤسسة محددة
تتحدد الواجبات من خلال قيم وأهداف المؤسسة، وهذا ما يشير إلى أن المساعد المقيم ينبغي أن يكون نموذجاً يُحتذى به باتباع الأنظمة. إضافةً إلى ذلك، قد يُطلب من المساعد المقيم نشر هذه القوانين وشرحها ودعمها.
يُعتبر المساعد المقيم في جامعة إلينوي في أوربانا شامبين قدوةً تُحتذى إلى جانب كل من المستشارين المقيمين ومستشاري الأقران والمعلمين والطلاب الدعاة. يتولى المساعدون المقيمون الأدوار القيادية ويساهمون في خلق جو إيجابي وودي يجمع الطلاب من مختلف الخلفيات.
يطور المساعدون المقيمون في ولاية إلينوي العلاقات مع سكانها على المستوى الشخصي ويحاولون أن يكونوا ملجأً لكل منهم. يوجد أحد المساعدين المقيمين في إلينوي مسؤول عن طابق من السكان وعن خلق البرامج والأنشطة فيه خلال الفصل الدراسي، كما يمكن أن يوجه المساعد المقيم السكان في الاتجاه الصحيح ويساعدهم على حل المشاكل عن طريق إحالتهم إلى الإدارة في الحرم الجامعي، بغية الحصول على مساعدة أكثر شمولية في بعض القضايا. ومن مسؤوليات المساعد المقيم أيضاً التأكد من تلبية احتياجات المجموعات الأقل تمثيلاً من بين الطلاب والعمل مع موظفين آخرين لدمج احتياجات ورغبات هذه المجموعات الطلابية في نموذج المجتمع.
يُعوض المساعدون المقيمون في إلينوي بالإعفاء من رسوم السكن والوجبات، ويُمنحون راتباً شهرياً يبلغ نحو 105.00 دولار. يعمل المساعدون المقيمون في بعض الليالي حيث يكونون في الخدمة، وبالتالي يجب عليهم إكمال بعض الإجراءات مثل التحقق من أمن المبنى، والتأكد من أن المقيمين في قاعات السكن آمنون وليس لديهم أي مخاوف لم تجري معالجتها، كما يجب أن يكونوا متوافرين عند حاجة أي شخص لديهم لتقديم المساعدة.
تتمحور هذه الوظيفة حول خلق مجتمع بين المقيمين، يكون عبارة عن بيئة شاملة ومرحبة ومريحة للطلاب الذين يعيشون في مساكن الجامعة، ويعد إنشاء مثل هذه المساحة المعيشية أمراً مهماً للطلاب للتأقلم مع بيئة جديدة وهي بيئة الحرم الجامعي بحيث يشعرون أنهم في منازلهم.

### المجتمع
يشكل ببساطة الساكنون مع المساعدين المقيمين مجتمعاً من خلال العيش معاً في مكان واحد. قد يُطلب من المساعد المقيم أن يعزز هذا المجتمع من خلال جعل السكان متسامحين ومحترمين مع غيرهم من السكان ومع كل ما يتعلق بممتلكاتهم، أو الذهاب إلى حد إنشاء برمجة لخلق شعور بالانتماء للعائلة في الطابق الذي يعيشون فيه ضمن البناء. قد تكون البرمجة المجتمعية واجباً ضرورياَ للمساعدة في خلق شعور بالانتماء ضمن مساحة العيش.

### العلاقات الشخصية
تتعامل هذه الواجبات بشكل مباشر مع السكان باعتبارهم أفراداً، أي يتطلب هذا يتطلب من مساعد المقيم معرفة جميع الساكنين وأن يكون قادراً على مساعدة كل مقيم في حال مواجهته لأي مشكلة مع أي مقيم آخر وكذلك مع أية مشاكل أخرى قد تنتج عن الأمر. قد تتعلق بعض المشكلات بالعلاقات أو بالعمل الجماعي أو بالأسئلة المؤسسية. وبالتالي ينبغي على مساعد المقيم أن يمتلك المهارات التي تؤهله لمساعدة المقيم أو لمعرفة المصادر التي يمكن للمقيم استخدامها في حل مشكلته.

### الأمن
تتضمن هذه الواجبات تهيئة بيئة آمنة وصحية للمقيمين فيها، إذ يُعتبر تطبيق ساعات الهدوء وسياسة الكحول والمخدرات من الحوادث المتكررة. يُمكن إصدار الغرامات والسندات والعقود السلوكية في العديد من الجامعات من قبل المساعدين المقيمين، كما يُعتبر مراقبة الأنشطة ضمن الطابق ومساعدة السكان في حل النزاعات التي قد تنشب بينهم، هو واجب مهم آخر من واجبات المساعد المقيم.

### الدمج
يشير هذا الواجب إلى مساعدة السكان في الانتقال السلس إلى حياة الحرم الجامعي من خلال إشراكهم في العديد من الأنشطة التقليدية التي تجري في مؤسستهم مثل حفل لم شمل الطلبة السابقين عل سبيل المثال.

### الأكاديمية والوعي
يشير هذا الواجب إلى التطور الأكاديمي والوعي الاجتماعي، إذ يوجد مساعدون مقيمون مسؤولون عن تعزيز رفاهية المقيمين في السكن الجامعين وعن التأكد من كون السكان يشعرون بأن لديهم ما يكفي من الموارد المتاحة التي يدركون كيفية استخدامها. قد يحاول بعض المساعدين المقيمين تعليم الطلاب كل ما يتعلق بالعدالة الاجتماعية والشمولية، واصطحاب الطلاب إلى أماكن داخل الحرم الجامعي حيث يمكنهم التعرف على ما يخص العدالة الاجتماعية والمجموعات ذات الهويات المختلفة. يمكن للمساعدين المقيمين أيضاً أن يوجهوا الطلاب إلى الأماكن التي يجب أن يذهبوا إليها عند حاجتهم إلى مشورة أو مساعدة أكاديمية، حتى أنه يمكنهم أن يقدموا المشورة للطلاب بأنفسهم لأنهم في الغالب عبارة عن طلاب أكبر سناً ويمتلكون الخبرة الأكبر.

### الهوية
يشير هذا إلى التطور الشخصي للسكان الذي يساعدهم على اكتساب مستوى من الوعي الذاتي.

### الاستقلال
يجب على المساعدين المقيمين تشجيع الوعي الذاتي والمساءلة الشخصية بين المقيمين.

### البرامج
يمكن تحقيق هذا العنصر من خلال طريقة واحدة وهي البرمجة، وهو جانب رئيسي من وظيفة المساعد المقيم، إذ يمكن أن تأتي البرمجة في ثلاثة أشكال مختلفة تشمل البرنامج المخطط والبرنامج غير الفعال وبرنامج الأخذ. البرنامج المخطط هو عبارة عن حدث يجري إنشاؤه من قبل المساعد المقيم أو برعايته. يُصمم هذا الحدث خصيصاً ليناسب احتياجات واهتمامات السكان. إذ يُطلب في بعض الأحيان من المساعد المقيم أن يكون هنالك حدث واحد للسكان مخطط له كل شهر، كما يُطلب منه المشاركة في برنامج بناء مرة واحدة خلال الفصل الدراسي، يعمل فيه مع غيره من المساعدين المقيمين بغرض إنشاء برنامج يفيد المبنى بأكمله.
البرنامج غير الفعال هو عبارة عن برنامج مكتمل من دون أي تجميع أو تفاعل مباشر بين السكان أو حتى من قبل المساعد المقيم. تستخدم البرامج غير الفعالة بشكل عام لبدء محادثة حول مشكلة معينة تؤثر على السكان، ويمكن أن تتراوح هذه البرامج من لوحات الإعلان التي بالإمكان قراءتها عادة في الممرات أو يمكنها أن تكون أكثر فاعلية مثل إجراء استطلاع على سبيل المثال.
برامج الأخذ هي البرامج التي تتطلب من المساعد المقيم مرافقة المقيمين خلال حدث ما يمكن أن يشمل برنامجاً داخل الحرم الجامعي مثل حدث ما ترعاه المؤسسة أو لعبة كرة سلة أو ربما فيلم.
تساعد كل هذه البرامج على تطوير المجتمع الذي يعيش ضمنه السكان ودمج جميع القيم الأساسية المذكورة سابقاً.